# Козик Віктор Георгійович
Віктор Георгійович Ко́зик (нар. 29 жовтня 1937, Київ - помер 16 липня 2024 року, Київ) — український живописець; член Спілки радянських художників України з 1970 року. Заслужений художник України з 2017 року. Батько художника Вадима Козика.

## Біографія
Народився 29 жовтня 1937 року в місті Києві (нині Україна). Закінчив Київську художню середню школу імені Тараса Шевченка; протягом 1957—1963 років навчався у Київському художньому інституті, був учнем Володимира Костецького, Карпа Трохименка, Олександра Лопухова, Іллі Штільмана. Дипломна робота — картина «Леся Українка в гостях у майстра народної творчості» (керівник Василь Забашта).
Працював на Київському художньо-виробничому комбінаті. З 1991 року на творчій роботі. Мешкав у Києві в будинку на вулиці Зенітній, № 5 та у будинку на Андріївському узвозі, № 34.

## Творчість
Працює у галузях станкового (створює пейзажі, тематичні картини, портрети, натюрморти) і монументального живопису. Серед робіт:
станковий живопис
- «Осінь у Карпатах» (1965);
- «Прикордонник» (1966);
- «Гірська річка» (1967);
- «Зима» (1968);
- «Чернігівські собори» (1970);
- «Стара Ялта» (1970);
- «У порту» (1970);
- «Ялта» (1971);
- «Басейн» (1971);
- «Баскетбол» (1971);
- «Новий цех на металургійному заводі» (1972);
- «Сейнери» (1972);
- «Герой Радянського Союзу Леонід Семенович Корнєв» (1973);
- «Біля причалу» (1974);
- «Порт» (1975);
- «Кухар Сабо» (1977);
- «Траса дружби» (1978);
- «Зварювальники» (1978);
- «В народ» (1978);
- «Вечір у Ялті» (1979);
- «Очеретяна бухта» (1984);
- «Арт-бухта» (1984);
- «Береги Ялти» (1988);
- «Айва» (1987);
- «Володимирська гірка» (1989);
- «Старокиївська гора» (1990);
- «Києво-Печерська лавра» (1991);
- «Лаврські мури» (1992);
- «Весняний Поділ» (1993);
- «Покровська церква» (1993);
- «Софія Київська» (1994);
- «Андріївська церква» (1994);
- «Боричів Тік» (1995);
- «Києво-Печерська лавра» (1995);
- «Андріївський узвіз» (1995);
- «Хрестовоздвиженська церква» (1996);
- «Псел» (1996);
- «Видубичі» (1996);
- «Передзим'я» (1996);
- «Весна в Києво-Печерській лаврі» (1997);
- «На Подолі» (1998);
- «Сніг у монастирі» (1999);
- «Півонії» (2000);
- «Володимирський собор у Херсонесі» (2002);
- «Бузок» (2006);
- «Яхт-клуб» (2007);
- «Весна» (2010).

розписи
- Михайлівського Золотоверхого собору у Києві (2001—2002);
- Покровського собору у Севастополі;
- Успенської церкви у Жданівці (2000—2004, разом із сином[7]).

Учасник всеукраїнських та всесоюзних виставок з 1964 року. Роботи експонувалися на зарубіжних виставках в Італії, Югославії і Бельгії у
1970 році, Польщі у 1972 році, В'єтнамі у 1974 році, Сирії у 1975 році. Персональні виставки відбулися у Києві у 1977, 1996, 2003, 2005 роках, Москві у 2004 році, Старому Граді у 2009 році.
Роботи художника представлені в Національному музеї історії України у Києві, Музеї історії Києва, Музеї мистецтв Прикарпаття в Ужгороді, Миколаївському та Севастопольському художніх музеях, Лівадійському палаці, в Дирекції художніх виставок в Москві, у приватних колекціях Сполучених Штатів Америки, Німеччини, Угорщини, Болгарії, Польщі, Ізраїлю, Австралії.